# Таратутино
Таратутино (укр. Таратутине) — село,
Краснопольский поселковый совет,
Краснопольский район,
Сумская область,
Украина.
Код КОАТУУ — 5922355104. Население по переписи 2001 года составляло 74 человека .

## Географическое положение
Село Таратутино находится в балке Мусиев Яр,
на расстоянии в 2,5 км расположено село Новодмитровка.
По селу протекает пересыхающий ручей с запрудой.
Рядом проходит железная дорога, станция Пятиполье в 2-х км.

## Объекты социальной сферы
- Атыньский психоневрологический интернат.